# Petőfi híd (Győr)
A Petőfi híd Győrött a Rábán átívelő híd. Petőfi Sándorról kapta nevét. Az ipari műemlékjellegű híd a Belváros nyugati részéről (a Munkácsy utca végétől) vezet Újvárosba, a Petőfi térre.

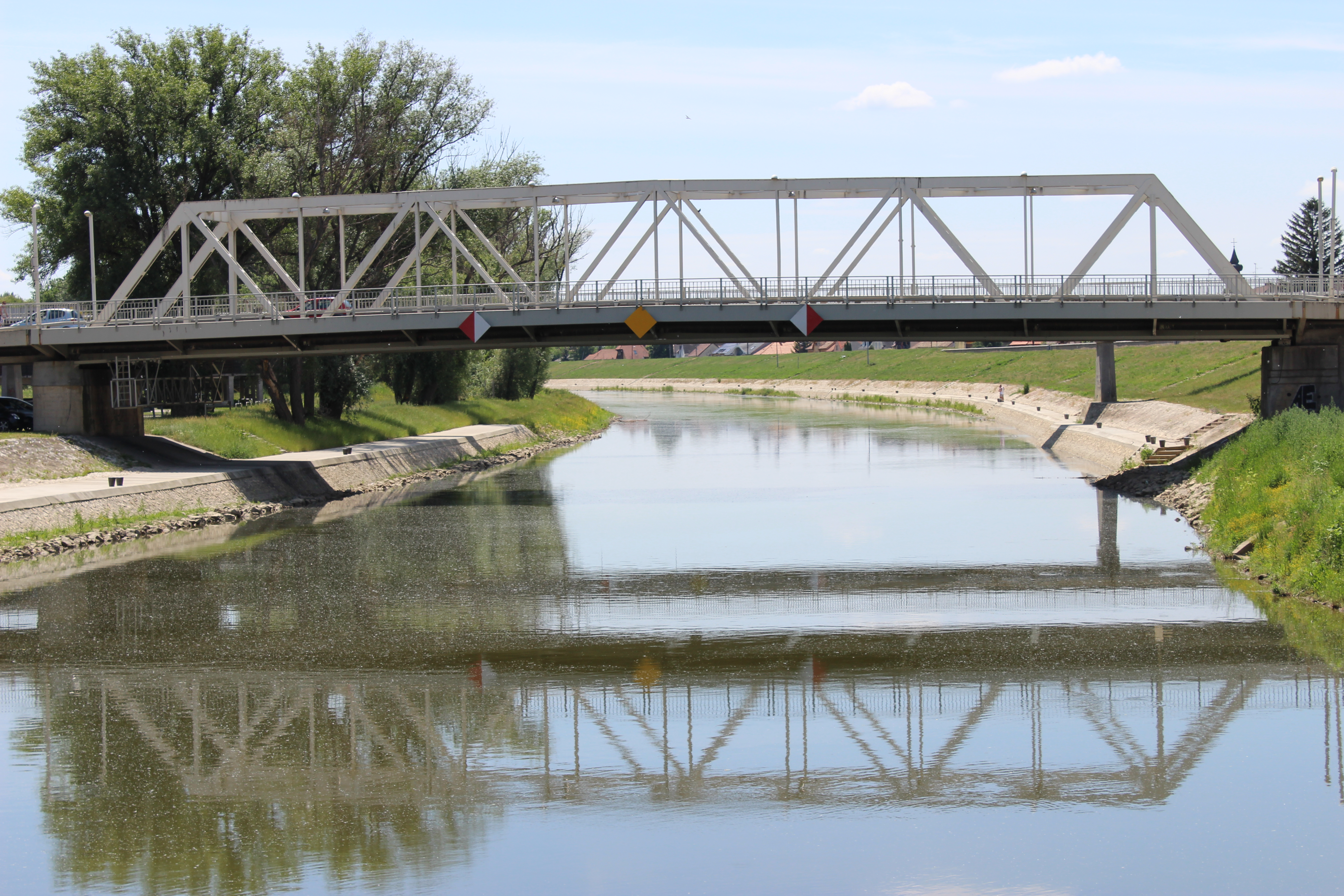
A Petőfi híd a Radó-szigetről nézve

## Története
A 19. század második felében épült fahíd, a Hosszú híd helyén 1932–1933-ban épült. Európában a tervezése idején a legnagyobb fesztávolságú tisztán hegesztett acélszerkezetű híd, tervezője Lengyel József, a Vagongyár mérnöke volt. A hidat a második világháborúban a németek felrobbantották, a háború befejezése után a Vagongyár dolgozói építették újjá. A Béke híd megépüléséig az 1-es főút Újváros felé tartó forgalma itt kelt át a Rábán.

## Panoráma
A hídról mindkét irányba szép látkép tárul a városra, észak felé a Radó-sziget, mögötte az Óváros házai, előtte a Karmelita templom és a Káptalandomb tetején a Püspökvár és Bazilika tornyai látszanak. Dél felé az újvárosi református és katolikus templomok, valamint a Rác templom sziluettje látható Újváros háztetői felett.